# آرش مرکزی
آرش مرکزی (انگلیسی: Arash Markazi؛ زادهٔ ۴ مارس ۱۹۸۰) یک روزنامه‌نگار آمریکایی ایرانی‌تبار است.